# Noé Faignient
Œuvres principales
- Chansons, madrigales et motetz à quatre, cinq & six parties (1568)
- Manuscrit de Linköping (1568)

Noé Faignient, Noë Faignient ou Noel Faignient, né à Cambrai avant 1540 (?) et mort avant 1600, est un polyphoniste franco-flamand de la Renaissance.

## Biographie
Peut-être faut-il l'identifier avec « Noe Menestriers Bastiaenssone geboren van Camerijck speelman » (Noe Menestriers, fils de Bastien, né à Cambrai, musicien) que l'on inscrivit sur les listes des bourgeois d'Anvers en 1561. Quoi qu'il en soit, trois enfants de Faignient furent baptisés à la cathédrale Notre-Dame d'Anvers, respectivement en 1561, en 1575 et en 1577.
Le recueil Suite du Labeur en liesse, paru à Anvers en 1566, contient un sonnet scripturaire d'exhortation de Guillaume de Poetou (vers 1528-1567 ou 1568), dédié à Noé Faignient :

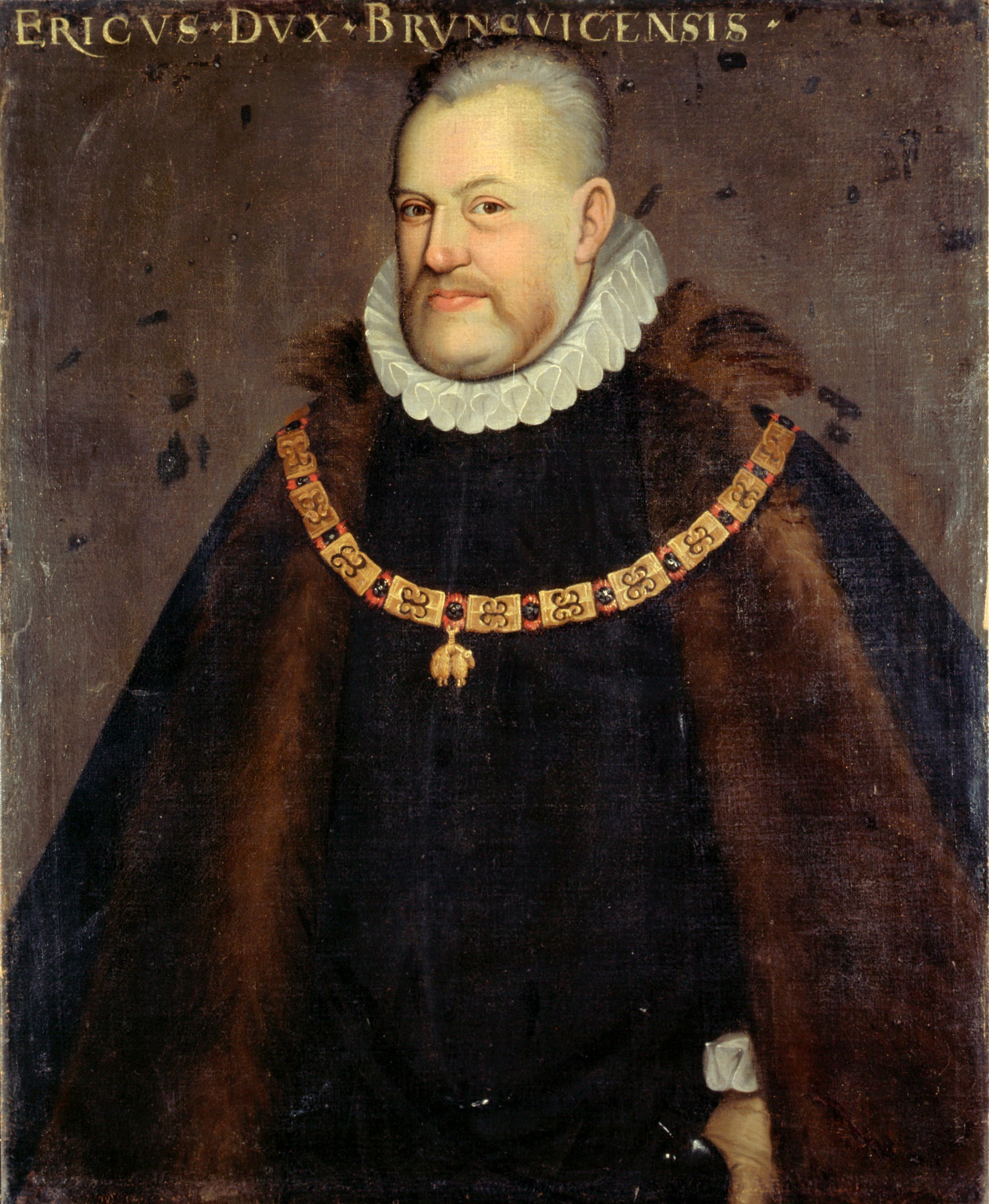
Noé Faignient aurait été maître de chant d'Éric II de Brunswick-Calenberg-Göttingen, ici peint vers 1573 (coll. des Bayerische Staatsgemäldesammlungen).

| A MAISTRE NOUEL FAGNIENT, non moins gentil Musicien qu'excellent compositeur de Musique SONNET |
| --- |
| Saint Matthieu Cap. 18 QUant on veut, mon FAGNIENT, faire & user l'office (Office que povons divine publier) D'approcher son prochein pour le réconcilier De son commis défaut, péché, mésus, & vice; Seul le faut accoster, & en place propice, Qui aisémement le veut sous ses saints dits lier. Autrement s'il ne veut le col au joug plier, (Afin que les préceps soint en fermeté riche) Avoir faut quant & luy des tesmoings deux ou trois: Lors, si d'iceus n'escoute & les commans & vois, Advertir il en faut la Catholique Église. Refusant d'elle ouïr & son salut & bien, Tenu soit Publicain, & estimé Payen. L'obstiné digne n'est de la fidelle hantise. |

Les circonstances exactes ayant mené Poetou à cet avertissement poétique n'ont pas encore été découvertes.
Faignient donna des leçons de musique à Anvers, où il tint peut-être un magasin entre 1575 et 1580, sis au numéro 53, sous l'hôtel de ville.
En 1580, on le trouve mentionné à Bois-le-Duc dans les registres de l'Illustre Confrérie de Notre-Dame comme maître de chant d'Éric II de Brunswick-Calenberg-Göttingen. À ce musicien amateur passionné de musique, qui était duc de Brunswick-Lunebourg, baron de Liesvelt et seigneur de la ville et du pays de Woerden, Cornelius Buschop avait déjà dédié des psaumes de David (Psalmen David). Faignient aurait tenté de recruter des chanteurs à Bois-le-Duc pour le compte du duc.
Vers 1594, il revint à Anvers, ville où il mourut sans doute avant 1598.

## Œuvre
Faignient est surtout connu pour ses œuvres vocales sur des paroles profanes. Il mit en musique des poèmes, entre autres, de Clément Marot (notamment, à part quelques psaumes perdus, une chanson et un psaume des recueils de 1568), de Théodore de Bèze (un psaume) et de Pierre de Ronsard (une chanson tirée de sa Nouvelle continuation des Amours (1556).

### Les recueils de 1568
En 1568, plusieurs de ses pièces furent rassemblées dans deux recueils.

#### Le manuscrit de Linköping
Un manuscrit d'une bibliothèque à Linköping, la Stifts och landsbiblioteket, contient 53 pièces à trois voix, divisée en trois catégories : 34 chansons (dont 12 sur des paroles néerlandaises), 9 madrigaux italiens et 10 motets latins. Ce manuscrit serait une copie d'une édition non conservée de la même année. Les chansons mélodiques de ce volume s'apparentent à quelques chansons de Jacobus Flori. Une indication sur les circonstances de leur emploi nous offre une des chansons de la collection : le supérius de la chanson Schoon lief wat macht u baeten (Mon amour, à quoi bon de me persécuter ?) de Faignient semble avoir été emprunté, en 1563, pour un contrafactum du recueil de refereynen d'une chambre de rhétorique bruxelloise, De Corenbloeme.

#### Le recueil de chansons, madrigaux et motets
Un recueil reparti de façon similaire fut publié à Anvers chez la veuve de Jan de Laet et intitulé Chansons, madrigales et motetz à quatre, cinq & six parties, contenant 44 compositions, (26 chansons dont 6 sur des paroles en néerlandais, 11 madrigaux italiens et 7 motets latins). Dans la dédicace à Gonçalo Garçia, Faignient parle de ses compositions comme des « Premiers fruitz de mon Jardinet ».

### Les chansons néerlandaises
Comme beaucoup de chansons polyphoniques néerlandaises de son temps, la plupart de celles de Faignient sont scripturales, ce qui constitue une chose peu surprenante à une époque où toute l'intelligentsia culturelle semble avoir eu un penchant vers le calvinisme ou était du moins sympathisant de la Réforme. Par la forme, ces chansons se rapprochent plus de la poésie parlée que de la poésie lyrique, chantée. Les vers comptent souvent, en moyen, 10 syllabes ; ceci en écho au mètre brabançon, alors en vogue, de 10 à 12 syllabes. De ses chansons néerlandaises, une seule a un sujet amoureux, non scriptural, alors qu'en revanche, les chansons sur des paroles françaises et italiennes traitent davantage de différents sujets.

### Style et notoriété
L'imitation n'occupe qu'une position subordonnée dans le style musical de Faignient. Il emploie un contrepoint vif et rythmé assez complexe, avec usage modéré du chromatisme et de mouvements polyphoniques et homophones alternants. Par ailleurs, il suit fidèlement les règles de la rhétorique musicale.
Faignient connut une renommée internationale. Le musicien et imprimeur Simon Goulart reprit plusieurs chansons de Faignient pour en faire des contrafacta, c'est-à-dire des chansons sur des mélodies préexistantes.
Certaines de ses œuvres figurent dans une trentaine de recueils, publiés entre 1569 et 1661, en outre dans le Livre septième. De ces publications, au moins onze, datant d'entre 1617 et 1661, contiennent la chanson Musica aldersoetste const (Musique, le plus doux des arts). Il s'agit sans doute d'un contrafactum d'une composition de Faignient, L'Homme qui nest point amoureus, qui figure dans l'édition anversoise de 1568. En outre, des œuvres du compositeur furent insérées dans un ouvrage anglais, Musica Transalpina et, encore en 1732, Johann Gottfried Walther mentionne Faignient dans son Musicalisches Lexicon comme un imitateur d'Orlando di Lasso :

« […] un musicien et compositeur jadis renommé à Anvers, où il avait appris la musique pendant quelques années et où il était surnommé Simia Orlandi, car il s'efforça de l'imiter. De ses œuvres, des motets et des madrigaux à quatre, cinq et six voix et des madrigaux à cinq jusqu'à huit voix furent respectivement publiés en 1569 [NDLR : il s'agit en fait de l'édition de 1568] et en 1595 à Anvers. »

## Ressources